# Maria Izabela Wirtemberska
Maria Izabela Filipina Matylda Józefina Wirtemberska (niem.  Maria Isabella Philippine Theresia Mathilde Josephine, Herzogin von Württemberg) (ur. 30 sierpnia 1871 w Orth an der Donau, zm. 24 maja 1904 w Dreźnie) – księżniczka Wirtembergii i księżna Saksonii po ślubie z Janem Jerzym Wettynem.

## Rodzina
Maria Izabela była trzecim dzieckiem i najmłodszą córką Filipa Wirtemberskiego i jego żony Marii Teresy Habsburg.

## Małżeństwo
Maria Izabela 5 kwietnia 1894 roku w Stuttgarcie zawarła związek małżeński z księciem Saksonii Janem Jerzym, synem Jerzego I i infantki portugalskiej Marii Anny. Para nie miała potomstwa.

## Tytuły
- 30 sierpnia 1871 - 5 kwietnia 1894: Jej Królewska Wysokość Księżna Wirtembergii Maria Izabela
- 5 kwietnia 1894 - 24 maja 1904: Jej Królewska Wysokość księżna Saksonii, księżna Wirtembergii Maria Izabela

## Genealogia
| Prapradziadkowie                       | książę Wirtembergii Fryderyk Eugeniusz Wirtemberski (1732-1797) ∞1753 Fryderyk Dorota Hohenzollern (1736-1798) | Franciszek Sachsen-Coburg-Saalfeld (1750-1806) ∞1777 Augusta Reuss-Ebersdorf (1757-1831)                    | Ludwik Filip Józef Burbon-Orleański (1747-1793) ∞1769 Ludwika Maria de Penthièvre (1753-1821)       | król Obojga Sycylii Ferdynand I Burbon (1751-1825) ∞1768 Maria Karolina Habsburg (1752-1814)        | cesarz rzymski Leopold II Habsburg (1747-1792) ∞1765 Maria Ludwika Burbon (1745-1792)              | Fryderyk Wilhelm Nassau-Weilburg (1768-1816) ∞1788 Luise Kirchberg (1772-1827)                     | król Bawarii Maksymilian I Józef Wittelsbach (1756-1825) ∞1785 Augusta Wilhelmina Hessen-Darmstadt (1765-1796) | Fryderyk Sachsen-Hildburghausen (1763-1834) ∞1785 Charlotta Mecklenburg-Strelitz (1769-1818)       |
| Pradziadkowie                          | książę Wirtemberski Aleksander Wirtemberski (1771-1833) ∞ 1798 Antonina Sachsen-Coburg-Saalfeld (1779-1824)    | książę Wirtemberski Aleksander Wirtemberski (1771-1833) ∞ 1798 Antonina Sachsen-Coburg-Saalfeld (1779-1824) | król Francuzów Ludwik Filip I Burbon (1773-1850) ∞1809 Maria Amelia Burbon-Sycylijska (1782-1866)   | król Francuzów Ludwik Filip I Burbon (1773-1850) ∞1809 Maria Amelia Burbon-Sycylijska (1782-1866)   | książę Cieszyński Karol Ludwik Habsburg (1771-1847) ∞1815 Henrietta Nassau-Weilburg (1797-1829)    | książę Cieszyński Karol Ludwik Habsburg (1771-1847) ∞1815 Henrietta Nassau-Weilburg (1797-1829)    | król Bawarii Ludwik I Wittelsbach (1786-1868) ∞1810 Teresa Sachsen-Hildburghausen (1792-1854)                  | król Bawarii Ludwik I Wittelsbach (1786-1868) ∞1810 Teresa Sachsen-Hildburghausen (1792-1854)      |
| Dziadkowie                             | książę Wirtemberski Aleksander Fryderyk Wirtemberski (1802–1881) ∞ 1837 Maria Orleańska (1813–1839)            | książę Wirtemberski Aleksander Fryderyk Wirtemberski (1802–1881) ∞ 1837 Maria Orleańska (1813–1839)         | książę Wirtemberski Aleksander Fryderyk Wirtemberski (1802–1881) ∞ 1837 Maria Orleańska (1813–1839) | książę Wirtemberski Aleksander Fryderyk Wirtemberski (1802–1881) ∞ 1837 Maria Orleańska (1813–1839) | książę Cieszyński Albrecht Fryderyk Habsburg (1817-1895) ∞ 1844 Hildegarda Wittelsbach (1825–1864) | książę Cieszyński Albrecht Fryderyk Habsburg (1817-1895) ∞ 1844 Hildegarda Wittelsbach (1825–1864) | książę Cieszyński Albrecht Fryderyk Habsburg (1817-1895) ∞ 1844 Hildegarda Wittelsbach (1825–1864)             | książę Cieszyński Albrecht Fryderyk Habsburg (1817-1895) ∞ 1844 Hildegarda Wittelsbach (1825–1864) |
| Rodzice                                | książę Wirtemberski Filip Wirtemberski (1838-1917) ∞ 1865 Maria Teresa Habsburg (1845-1927)                    | książę Wirtemberski Filip Wirtemberski (1838-1917) ∞ 1865 Maria Teresa Habsburg (1845-1927)                 | książę Wirtemberski Filip Wirtemberski (1838-1917) ∞ 1865 Maria Teresa Habsburg (1845-1927)         | książę Wirtemberski Filip Wirtemberski (1838-1917) ∞ 1865 Maria Teresa Habsburg (1845-1927)         | książę Wirtemberski Filip Wirtemberski (1838-1917) ∞ 1865 Maria Teresa Habsburg (1845-1927)        | książę Wirtemberski Filip Wirtemberski (1838-1917) ∞ 1865 Maria Teresa Habsburg (1845-1927)        | książę Wirtemberski Filip Wirtemberski (1838-1917) ∞ 1865 Maria Teresa Habsburg (1845-1927)                    | książę Wirtemberski Filip Wirtemberski (1838-1917) ∞ 1865 Maria Teresa Habsburg (1845-1927)        |
| Maria Izabela Wirtemberska (1871-1904) | | | | | | | | |